# 日華 (僧)
日華（にっけ、建長4年11月15日（1252年12月17日）- 建武元年8月16日（1334年9月14日））は、鎌倉時代中期から後期にかけての日蓮宗の僧。号は寂日房。二十家阿闍梨とも称される。甲斐国の出身。日興の有力な門弟の本六の一人。
建治2年（1276年）、日興が甲斐国鰍沢（かじかさわ、現在の山梨県富士川町）で布教した際に門下となった。以後、常に日興と行動をともにし、日興の身延山入山・離山にも従った。正応2年（1289年）、讃岐国本門寺を建立したという伝承もある。正中元年（1324年）、南条時光の室妙蓮尼の寄進を受け、下条妙蓮寺（のちに富士五山の一つとなる）を開創した。その後、甲斐国小室（現在の山梨県富士川町小室）に妙法寺、鰍沢に経王寺を創建し、富士門流発展の基礎を築いた。

## 略歴
- 建長4年（1252年）11月15日、甲斐二十日村〔秋山氏〕に生る。
- 建治2年（1276年）4月8日、寂日坊日華、身延に入室し二十家阿闍梨と賜う。
- 弘安3年（1280年）5月8日、本尊を寂日坊日華に授与。
- 正応2年（1289年）、日華、讃岐国丸龜田村町へ法華堂〔讃岐本門寺〕を建立。
- 正応3年（1290年）、日華、大石寺塔中寂日坊を創す。
- 永仁6年（1298年）、重須本門寺塔中養仙坊 寂日房日華開基
- 正安3年（1301年）、二十家阿日華、立像釈迦造不造について書を小室日伝・式部公日妙に報ず〔与二人書〕日伝、違背す。
- 正和5年（1316年）8月、彼岸初日、日興、二十家阿日華に本尊を授与。
- 正中元年（1324年）3月、南条時光富士上野郷堀之内を二十家阿日華に寄せ妙蓮寺を創す。
- 嘉暦3年（1328年）3月、二十家阿日華、伊豆伊東に蓮正寺を創す。
- 建武元年（1334年）8月16日、大石寺塔中寂日坊・富士妙蓮寺開基二十家阿寂日房日華、富士妙蓮寺に寂〔83歳〕

## 日家とは別人か
小湊誕生寺開山の日家と同一人物という意見と別人という意見がある。日華と日家が同一人物と言われた理由は、享保15年（1730年）に刊行された六牙院日潮の『本化別頭仏祖統紀』11巻に「房州小湊山誕生寺第一祖日家上人伝。師諱は日家、寂日房と呼す」と紹介されたことに起因すると考えられる。
日華の房号は寂日房である。『御本尊集』92番は日華授与の御本尊であるが、そこには大聖人の筆で「沙門日華授与之」と記され、さらに日興の書き入れで「甲斐国蓮華寺住僧寂日房は日興第一の弟子たるにより、申し与える所件の如し」と明確に記されている。
誕生寺開山とされる日家であるが、そもそも日家という僧侶が居たかどうか、確実な証拠がなかった。誕生寺の縁起によると、建治2年（1276年）10月に日家が日蓮の生家跡を寺にしたとあるが、建治2年にそのような寺院が存在していた根拠は全くない。日蓮は『善無畏三蔵抄』に「日蓮は（中略）安房国長狹郡東条郷片海の海人が子なり」と、御自身が誕生された場所を「片海」としておられる。さらに『新尼御前御返事』には「かたうみ・いちかは・こみなとの磯のほとりにて昔見しあまのりなり」と、片海と小湊は近隣ながらも別な場所であるとの日蓮の認識が窺える。
京都頂妙寺の真如院日等が正徳元年（1711年）、中山法華経寺の輪番住職の際、日家授与の御本尊を模写し、その模写が頂妙寺に蔵されている。日等の模写は、大聖人の御花押を、御本尊と別紙に写し取り、御本尊本体にも、日等が模写した年次や日等の署名花押を書き入れるというものである。さらに、日等の模写の技術は、日等の署名花押などがなければ真筆かと見まがうばかりの達筆で模写されている。相貌に於ても不審な点はない（日蓮聖人真蹟の形態と伝来　寺尾英智著84頁参照）。ただし、その御本尊には「弘安二年太歳己卯六月日　釈子日家授与之」とあるのみで、日家の房号が寂日坊であるとする根拠は見あたらない。また、日等模写の日家授与の御本尊は、日華と日家が別人であることを裏付けるという意見もある。日蓮正宗では、日興の美作房御返事の「此の秋より随分寂日坊と申し談じ候て」の記述を根拠に同一人物という説が有力視されているが、日蓮宗の研究では別人としている。

## 関連
- 北山本門寺
- 大石寺
- 誕生寺
- 寂日房日家